# Maurice Couette
Maurice Marie Alfred Couette (Tours, 9 gennaio 1858 – Angers, 18 agosto 1943) è stato un fisico francese, noto per i suoi lavori sulla meccanica dei fluidi, in particolare sulla reologia..